# Kappa Serpentis
Kappa Serpentis (κ  Serpentis, förkortat Kappa Ser, κ  Ser) som är stjärnans Bayerbeteckning, är en ensam stjärna belägen i den nordöstra delen av stjärnbilden Ormen, i den del som representerar ”ormens huvud” (Serpens Caput). Den har en skenbar magnitud på 4,09 och är synlig för blotta ögat där ljusföroreningar ej förekommer. Baserat på parallaxmätning inom Hipparcosuppdraget på ca 8,5 mas, beräknas den befinna sig på ett avstånd på ca 380 ljusår (ca 117 parsek) från solen.

## Egenskaper
Kappa Serpentis är en röd jättestjärna av spektralklass M0.5 III. Den har en radie som är ca 39 gånger större än solens och en effektiv temperatur på ca 3 750 K.